# ريدلي (كاليفورنيا)
ريدلي (بالإنجليزية: Reedley)‏ هي إحدى مدن مقاطعة فريسنو، كاليفورنيا. تم إعطاءها لقب مدينة في 18 فبراير، 1913.

## التركيبة السكانية
حدّد مكتب تعداد الولايات المتحدة بيانات التركيبة السكانية لريدلي في تعداد الولايات المتحدة. في ما يلي، التركيبة السكانية حسب تعدادي 2000 و2010.

### تعداد عام 2000
بلغ عدد سكان ريدلي 20,756 نسمة بحسب تعداد عام 2000، وبلغ عدد الأسر 5,761 أسرة وعدد العائلات 4,643 عائلة مقيمة في المدينة. في حين سجلت الكثافة السكانية 1,460.7 نسمة لكل كيلومتر مربع (3,783.2/ميل2). وبلغ عدد الوحدات السكنية 5,972 وحدة بمتوسط كثافة قدره 420.3 لكل كيلومتر مربع (1,088.6/ميل2).
وتوزع التركيب العرقي للمدينة بنسبة 51.76% من البيض و0.43% من الأمريكيين الأفارقة و1.21% من الأمريكيين الأصليين و4.37% من الأمريكيين ذوي الأصول الآسيوية و0.07% من سكان جزر المحيط الهادئ و37.72% من الأعراق الأخرى و4.44% من عرقين مختلطين أو أكثر و67.59% من الهسبانيون أو اللاتينيون من أي عرق.
بلغ عدد الأسر 5,761 أسرة كانت نسبة 51.9% منها لديها أطفال تحت سن الثامنة عشر تعيش معهم، وبلغت نسبة الأزواج القاطنين مع بعضهم البعض 61.5% من أصل المجموع الكلي للأسر، ونسبة 12.9% من الأسر كان لديها معيلات من الإناث دون وجود شريك، بينما كانت نسبة 6.1% من الأسر لديها معيلون من الذكور دون وجود شريكة وكانت نسبة 19.4% من غير العائلات. تألفت نسبة 15.8% من أصل جميع الأسر من عدة أفراد يعيشون في نفس المنزل ونسبة 8.5% كانت تتألف من شخص يعيش بمفرده يبلغ من العمر 65 عاماً أو أكثر. وبلغ متوسط حجم الأسرة المعيشية 3.53، أما متوسط حجم العائلات فبلغ 3.87.
بلغ العمر الوسطي للسكان 28.7 عاماً. وكانت نسبة 32.1% من القاطنين تحت سن الثامنة عشر، وكانت نسبة 12.2% بين الثامنة عشر والرابعة والعشرين عاماً، ونسبة 29% كانت واقعةً في الفئة العمرية ما بين الخامسة والعشرين والرابعة والأربعين عاماً، ونسبة 15.1% كانت ما بين الخامسة والأربعين والرابعة والستين، ونسبة 9.6% كانت ضمن فئة الخامسة والستين عاماً فما فوق. يوجد لكل 100 أنثى 107.0 ذكر، ويوجد لكل 100 أنثى في الثامنة عشر من عمرها فما فوق 106.3 ذكر.
بلغ متوسط دخل الأسرة في المدينة 34,682 دولارًا، أما متوسط دخل العائلة فبلغ 37,027 دولارًا. وكان متوسط دخل الذكور 30,048 دولارًا مقابل 25,495 دولارًا للإناث. وسجل دخل الفرد الخاص بالمدينة 12,096 دولارًا. وكانت نسبة 18.5% من العائلات ونسبة 23.8% من السكان تحت خط الفقر، وكان من هؤلاء نسبة 31.8% تحت سن الثامنة عشر ونسبة 10.4% في الخامسة والستين من العمر وما فوق.

### تعداد عام 2010
بلغ عدد سكان ريدلي 24,194 نسمة بحسب تعداد عام 2010، وبلغ عدد الأسر 6,569 أسرة وعدد العائلات 5,455 عائلة مقيمة في المدينة. في حين سجلت الكثافة السكانية 1,702.6 نسمة لكل كيلومتر مربع (4,409.7/ميل2). وبلغ عدد الوحدات السكنية 6,867 وحدة بمتوسط كثافة قدره 483.3 لكل كيلومتر مربع (1,251.7/ميل2).
وتوزع التركيب العرقي للمدينة بنسبة 58.30% من البيض و0.70% من الأمريكيين الأفارقة و1.10% من الأمريكيين الأصليين و3.29% من الأمريكيين ذوي الأصول الآسيوية و0.03% من سكان جزر المحيط الهادئ و32.45% من الأعراق الأخرى و4.12% من عرقين مختلطين أو أكثر و76.28% من الهسبانيون أو اللاتينيون من أي عرق.
بلغ عدد الأسر 6,569 أسرة كانت نسبة 54% منها لديها أطفال تحت سن الثامنة عشر تعيش معهم، وبلغت نسبة الأزواج القاطنين مع بعضهم البعض 60.7% من أصل المجموع الكلي للأسر، ونسبة 14.4% من الأسر كان لديها معيلات من الإناث دون وجود شريك، بينما كانت نسبة 7.9% من الأسر لديها معيلون من الذكور دون وجود شريكة وكانت نسبة 17% من غير العائلات. تألفت نسبة 13.5% من أصل جميع الأسر من عدة أفراد يعيشون في نفس المنزل ونسبة 7.2% كانت تتألف من شخص يعيش بمفرده يبلغ من العمر 65 عاماً أو أكثر. وبلغ متوسط حجم الأسرة المعيشية 3.65، أما متوسط حجم العائلات فبلغ 3.94.
بلغ العمر الوسطي للسكان 29.1 عاماً. وكانت نسبة 32.5% من القاطنين تحت سن الثامنة عشر، وكانت نسبة 11.6% بين الثامنة عشر والرابعة والعشرين عاماً، ونسبة 27.3% كانت واقعةً في الفئة العمرية ما بين الخامسة والعشرين والرابعة والأربعين عاماً، ونسبة 19.1% كانت ما بين الخامسة والأربعين والرابعة والستين، ونسبة 9.5% كانت ضمن فئة الخامسة والستين عاماً فما فوق. وتوزع التركيب الجنسي للسكان بنسبة 51% ذكور و49% إناث.

## أعلام
- روب لوك
- فيك لومباردي